# Нижний Унал
Ни́жний Уна́л (осет. Дæллаг Уынал) — село в Алагирском районе Республики Северная Осетия-Алания. Административный центр Унальского сельского поселения. 

## Географическое положение
Село расположено в центральной части Алагирского района, на правом берегу реки Ардон, у впадения в неё рек Кутардон и Майрамдон. Находится в 22 км от районного центра Алагир и в 58 км к юго-западу от Владикавказа. 

## Население
| 2002 | 2010 | 2021 |
| ---- | ---- | ---- |
| 113  | ↗115 | ↗168 |

## Достопримечательности
В селении сохранилась боевая башня рода Цаллаговых.

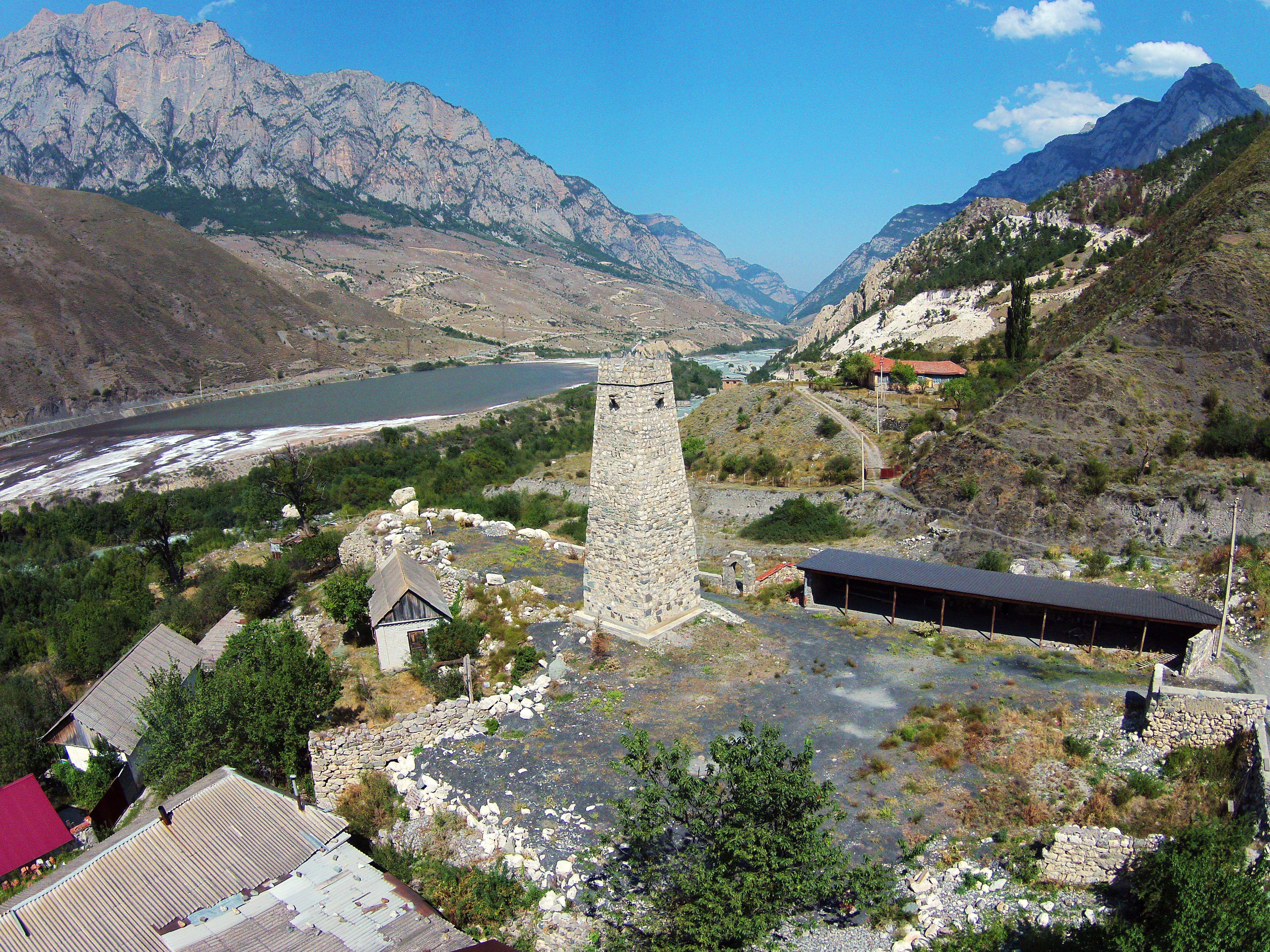
Башня Цаллаговых

## Экология
В районе села находится Унальское хвостохранилище. В 2019 году в рамках регионального проекта «Чистая страна» начались работы по ликвидации негативного воздействия хвостохранилища на окружающую среду. Предусмотрены инженерная защита территории хвостохранилища и рекультивация земель, загрязненных солями тяжелых металлов.

## Топографические карты
- Лист карты K-38-29 Алагир. Масштаб: 1 : 100 000. Состояние местности на 1984 год. Издание 1988 г.